# Léon Faucher
Pour les articles homonymes, voir Faucher.
Léonard Joseph Léon Faucher, né le 8 septembre 1803 à Limoges et mort le 14 décembre 1854 à Marseille, est un journaliste, économiste et homme d'État français.
Député de la Marne de 1847 à 1851, il est, sous la IIe République, ministre des travaux publics (1848), ministre de l'Intérieur (1848-1849), puis chef de facto du gouvernement d'avril à octobre 1851, sous la présidence de Louis Napoléon Bonaparte, dont il refuse cependant de cautionner le coup d'État du 2 décembre 1851.

## Biographie

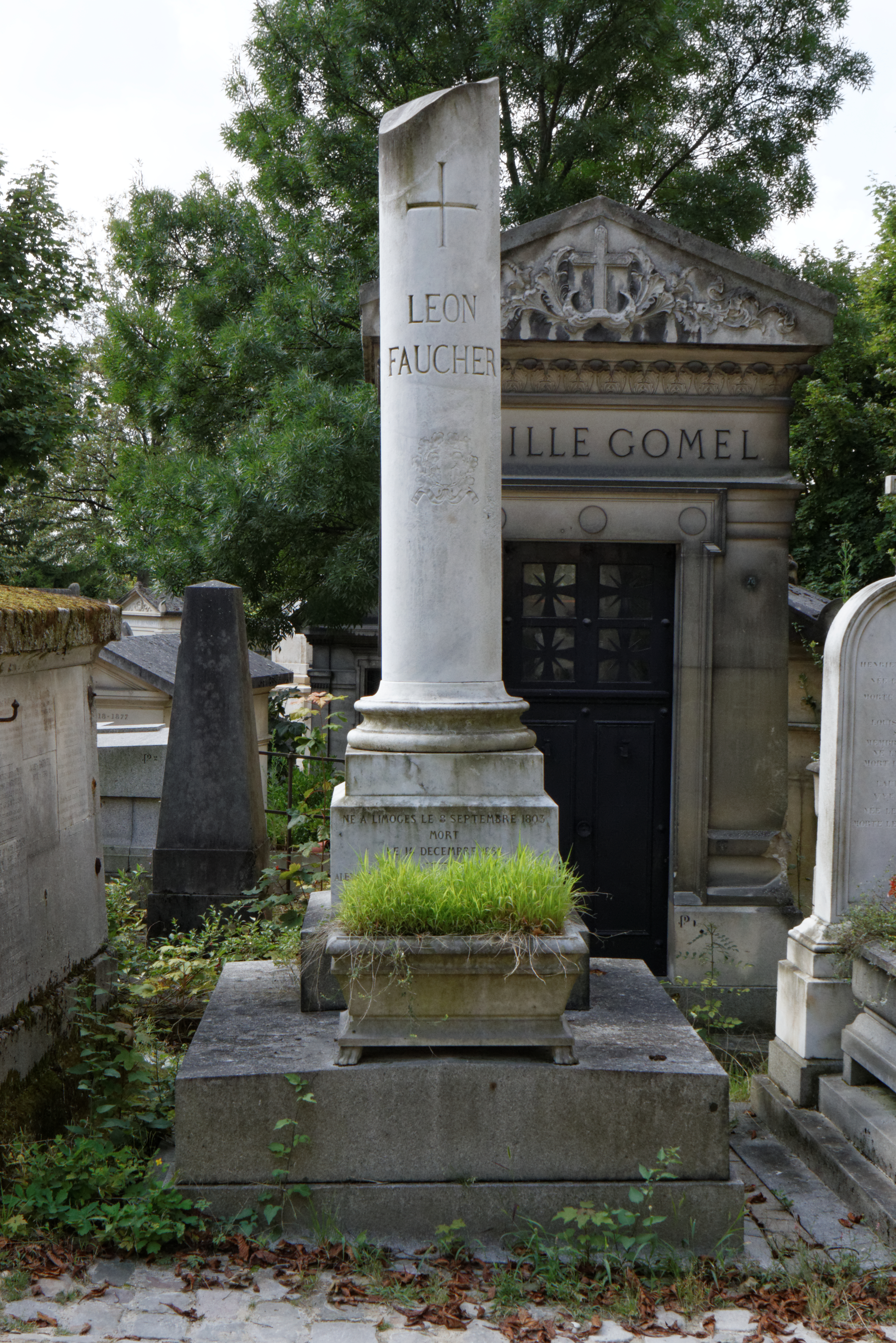
Tombe de Léon Faucher (cimetière du Père Lachaise, division 26)

### Origines et formation
Léon Faucher est issu d'une famille sans fortune. Agrégé de philosophie en 1827, il débute comme précepteur dans la famille Dailly, avec laquelle il est resté ami par la suite.

### La monarchie de Juillet
Engagé d'abord au côté de la gauche royaliste, il se lance dans le journalisme militant au côté des libéraux après la révolution de 1830. Il écrit d'abord des articles dans Le Temps (1830-1833) puis devient rédacteur en chef du Constitutionnel avant de rejoindre le Courrier français, dont il est le rédacteur en chef de 1839 à 1842. Après avoir quitté le Courrier français, il s’intéresse surtout à l’économie et défend le principe de la liberté de commerce, prônant notamment la constitution d’une union douanière d'abord entre pays latins puis entre la France et la Belgique pour faire face au Zollverein.
En 1845, il publie, dans la Revue des deux Mondes, une étude en 2 volumes sur le système social anglais.
Partisan affirmé du libre échange économique, il est élu député de Reims de 1846 à 1851 et siège parmi les réformistes.

### LaIIeRépublique
Après la chute de Louis-Philippe en février 1848, il est élu à l’Assemblée constituante où il s’oppose à plusieurs propositions des députés républicains concernant la limitation du temps de travail ou l'abolition de la peine de mort.
Après l'élection de Louis-Napoléon Bonaparte à la présidence de la République en décembre 1848, ce « républicain du lendemain » est appelé au ministère des travaux publics le 20 décembre 1848 puis à celui de l'Intérieur le 28 décembre suivant. Dans cette fonction, il réprime énergiquement les désordres, mais, censuré par l’Assemblée à la suite de la découverte d’une circulaire adressée par lui aux préfets afin d'infléchir le résultat des futures élections, il démissionne en mai 1849.
Il redevient ministre de l'Intérieur le 10 avril 1851 tout en étant le principal ministre et chef de facto d'un gouvernement de compromis, constitué entre bonapartistes et monarchistes du Parti de l'Ordre. Le but du président de la République, Louis Napoléon Bonaparte, est alors de rallier le vote conservateur à une modification de la loi électorale pour réinstaurer le suffrage universel masculin mais c'est un échec. Léon Faucher est d'ailleurs hostile à l'abrogation de la loi électorale du 31 mai 1850 dont il avait été le rapporteur devant l'Assemblée nationale.
L'Assemblée nationale débat ensuite d'une proposition de loi visant à réviser la constitution pour rendre le président de la République rééligible. Malgré une majorité de 446 voix pour et 278 contre, la révision constitutionnelle est rejetée, n'ayant pas obtenu le seuil des trois-quarts des suffrages exigé par la constitution. Dans une dernière tentative de révision régulière, Louis-Napoléon tente de nouveau d'obtenir de l'Assemblée nationale le rétablissement du suffrage universel et l'abrogation de la loi électorale de 1850. Léon Faucher, qui refuse de soutenir cette initiative, démissionne le 14 octobre suivi des autres ministres de son gouvernement. Un nouveau cabinet est formé le 26 octobre puis la proposition d'abrogation de la loi électorale déposée à l'Assemblée. Elle est une fois de plus rejetée le 12 novembre. Louis-Napoléon décide alors de procéder à son coup d’État du 2 décembre 1851.
Faucher refuse de siéger dans la commission consultative chargée de discuter une nouvelle Constitution mise en place par le prince-président afin de remplacer l'Assemblée dissoute et le Conseil d'État. Il se retire dès lors de la vie politique.

### Les dernières années
Admis dès 1849 à l'Académie des sciences morales et politiques, il se consacre dès lors exclusivement aux études économiques.
Au retour d'une cure en Italie en 1854, il meurt de la fièvre typhoïde à Marseille. Il est inhumé au cimetière du Père-Lachaise (26e division).

### Famille
En 1837, Léon Faucher épouse Alexandra (ou Alexandrine) Wolowska (1812-1905), fille de François Wołowski, juriste polonais exilé en France, et sœur de l'économiste Louis Wolowski.
Par ailleurs, Léon Faucher est cousin germain d'un trisaïeul de François Mitterrand.

## Postérité
Après sa mort, sa veuve fait en son nom un don de 20 000 francs à l'Académie des sciences morales et politiques, destiné à fonder un prix annuel d'économie politique, et un autre à la faculté de médecine de Paris pour quatre bourses de thèse ; Louis Wolowski, éditeur de la Revue de Jurisprudence, publie ses écrits sous le titre de Mélanges d'économie politique et de finances (1856).
Quelques papiers personnels de Léon Faucher sont conservés aux Archives nationales.

## Publications
- Léon Faucher, De la réforme des prisons, Paris, Angé, 1838

## Décorations
- Commandeur de la Légion d'honneur